# Merhotepre Sobekhotep
Merhotepre Sobekhotep (còn được biết đến như là Sobekhotep V; Sobekhotep VI trong các nghiên cứu cũ) là một vị vua Ai Cập thuộc vương triều thứ 13 trong thời kỳ Chuyển Tiếp thứ Hai. Theo nhà Ai Cập học Kim Ryholt ông là vị vua thứ 13 của vương triều này, trong khi Darrell Baker thay vào đó tin rằng ông là vị vua thứ 29. Trong các nghiên cứu trước đó, Jürgen von Beckerath và Detlef Franke đồng nhất Merhotepre Sobekhotep với Merhotepre Ini,do đó khiến cho ông là Sobekhotep VI và là vị vua thứ 28 của vương triều thứ 13.

## Danh tính
Danh tính của Merhotepre Sobekhotep hiện đang được tranh luận bởi vì tên của ông không có mặt trong cuộn giấy cói Turin, một bản danh sách vua được biên soạn vào giai đoạn đầu thời đại Ramesses.
Theo Kim Ryholt, Merhotepre Sobekhotep không có tên trong bản danh sách này bởi vì tên của ông được liệt vào dòng bên dưới tên của Sobekhotep IV. Dòng này đã bị mất trong một đoạn khuyết của cuộn giấy cói trên. Trong khi Franke và von Beckerath đồng nhất Merhotepre Sobekhotep với Merhotepre Ini, dựa trên cơ sở rằng họ có chung prenomen, tuy nhiên Ryholt lại chỉ ra vào năm 1997 rằng ông ta đã được liệt kê trong đoạn khuyết bên dưới Sobekhotep IV. Hơn nữa, Ryholt chỉ ra rằng nhiều vị vua của thời kỳ này có chung prenomen và do đó chưa hẳn đã là cùng một người. Vì thế Ryholt xem ông như là một vị vua khác biệt với Merhotepre Ini và xác định cho ông một triều đại xấp xỉ là 3 năm.

## Vị trí trong biên niên sử
Vị trí của Merhotepre Sobekhotep sau triều đại của Sobekhotep IV được đề xuất bởi thực tế rằng 5 vị pharaon của vương triều thứ 13 được chứng thực bởi các con dấu phả hệ mà đề cập tới cha mẹ của họ. Bốn trong số các pharaon được biết đến là Sobekhotep III, Neferhotep I và hai người em trai của ông ta là Sihathor, và Sobekhotep IV. Nhưng lại có hai con dấu phả hệ mang tên của người mẹ của đức vua là "người mẹ của đức vua Nubhotepti" và tên nhà vua là "Sobekhotep". Tuy nhiên, tên người mẹ của Sobekhotep III là Jewhetibew trong khi Neferhotep I, Sihathor và Sobekhotep IV là những người con của "Người mẹ của đức vua Kemi". Điều này có nghĩa rằng có một vị vua khác có tên Sobekhotep cũng sử dụng các con dấu phả hệ trong suốt cuộc đời mình. Một vết dấu khác được tìm thấy tại Tukh dường như đề cập tới cha của vị vua vô danh này, tuy nhiên nó bị vỡ và tên của người cha này không thể đọc được "rõ ràng từ những dấu vết đó đây không phải là Monthhotep [cha của Sobekhotep III] hay Haankhef [cha của Neferhotep I, Sihathor và Sobekhotep IV]". Bởi vì vết dấu này mang một prenomen mà dường như đọc là mr-[...]-r', Ryholt lập luận rằng chúng ta đang phải giải quyết "một vị vua có nomen là Sobekhotep và có prenomen được tạo dựng với dạng mr-X-rˁ" chẳng hạn như Merhotepre hoặc Merkawre Sobekhotep.
Ngoài ra Ryholt còn lưu ý rằng dưới thời vương triều thứ 13, các con dấu phả hệ hoàng gia chỉ được sử dung trong giai đoạn bốn vị vua được xác định trên, mà vốn kế vị liên tục nhau: Sobekhotep III-Neferhotep I-Sihathor-Sobekhotep IV. Bởi vì trong giai đoạn hơn 30 năm tiếp theo dưới triều đại của các vị vua Khahotepre Sobekhotep, Wahibre Ibiau và Merneferre Ay, không có con dấu phả hệ nào được chứng thực cho những vị vua này, nên có thể cho rằng "nó rõ ràng đã không còn được sử dụng dưới triều đại của họ". Vì thế, Merkawre Sobekhotep sẽ không sử dụng nó dưới triều đại của mình bởi vì ông ta là vị vua thứ 9 sau thời của Sobekhotep IV. Khoảng thời gian 30 năm còn loại trừ các triều đại của những vị vua khác nằm xen giữa trong khoảng thời gian từ sau cái chết của Sobekhotep IV cho tới khi Merkawre Sobekhotep lên ngôi như Sewadjkare Hori, vị vua đã cai trị trong 5 năm theo như cuộn giấy cói Turin. Do đó, vua Merhotepre Sobekhotep, người cũng được chứng thực từ một bức tượng ở bảo tàng Cairo, sẽ là ứng viên duy nhất còn lại cho vị trí là người kế vị trực tiếp của Sobekhotep IV và là tiên vương của Khahotepre Sobekhotep. Merhotepre Sobekhotep đã sử dụng các con dấu phả hệ tương tự và tên của ông đã bị mất trong khoảng trống nằm phía dưới cùng của một cột trên cuộn giấy cói Turin. Vị vua kế vị Merhotepre Sobekhotep, Khahotepre Sobekhotep, có triều đại được đề cập tới trong cuộn giấy gói Turin, cũng có một prenomen tương tự về mặt phong cách bởi vì nó được tạo dựng trên công thức X-htp-rˁ, hơn nữa xác nhận rằng cả hai đã cai trị nối tiếp nhau.